# Vojetice

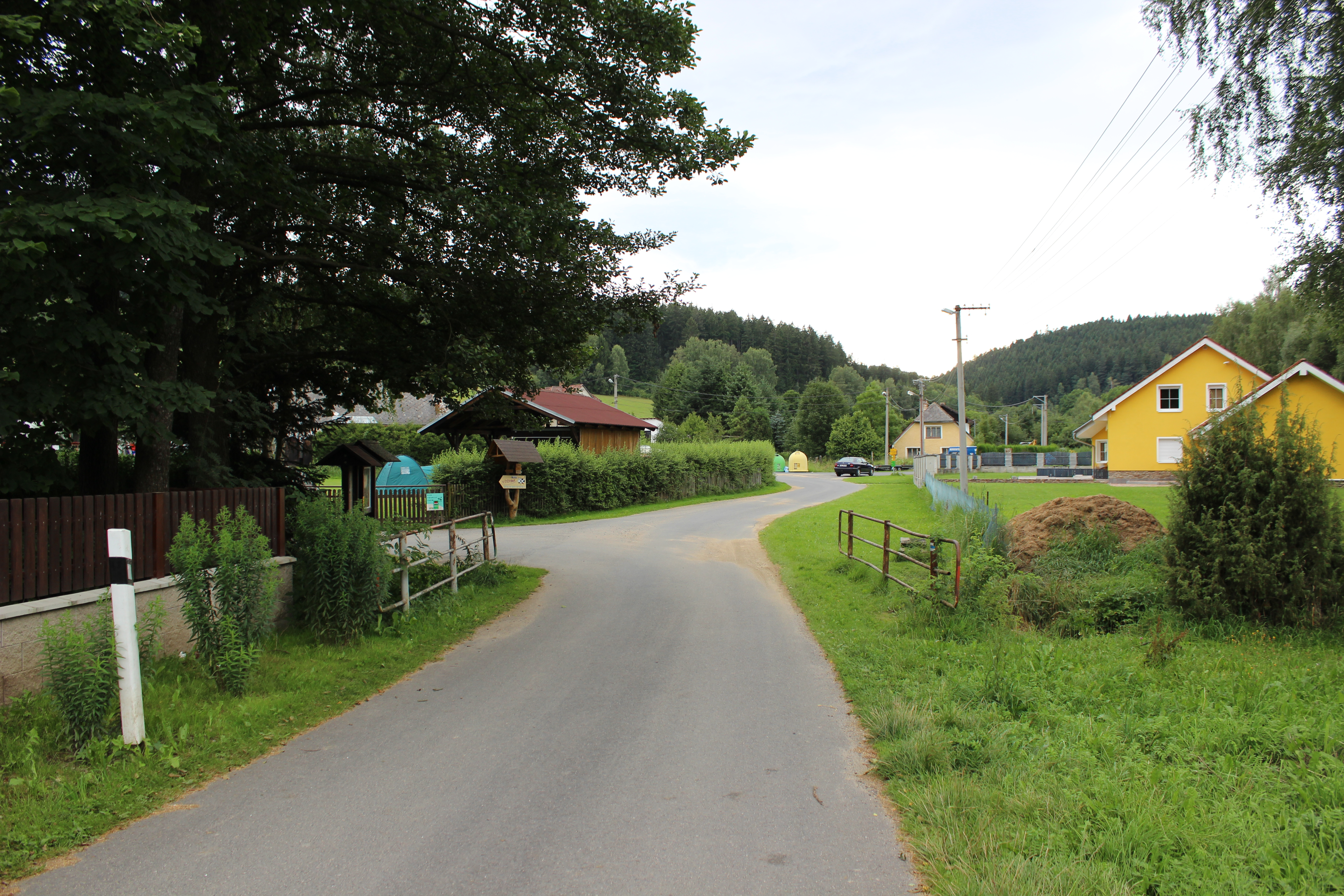
Dorfplatz

Vojetice (deutsch: Woititz, auch Wojtitz) ist ein Ortsteil der Gemeinde Petrovice u Sušice im Okres Klatovy in Tschechien. Er befindet sich etwa 0,5 km westlich von Petrovice. Im Jahr 2011 lebten 55 ständige Einwohner in dem Ort.

## Geographie
Vojetice erstreckt sich auf dem Gebiet des Naturparks Kochánov im Tal des Kepelský potok. Nördlich erhebt sich der Farský vrch (669 m n.m.), südlich die Hora (693 m n.m.), im Südwesten der Vosík (873 m n.m.), westlich die Vrchy (753 m n.m.)  und nordwestlich der Myslíkov (706 m n.m.).
Nachbarorte sind Skalský und Strunkov im Norden, Kněžice im Nordosten, Petrovice u Sušice im Osten, Chamutice und Jiřičná im Südosten, Nový Dvůr und Nová Víska im Süden, Pařezí im Südwesten, Zbraslav und Puchverk im Westen sowie Suchá und Pích im Nordwesten.

## Geschichte
Die erste schriftliche Erwähnung des Dorfes stammt aus dem Jahr 1290  unter dem deutschen Ortsnamen Windeberge. Das Dorf war zur Grundherrschaft Kněžice untertänig.
Nach der Aufhebung der Patrimonialherrschaften bildete Vojtice einen Ortsteil der Gemeinde Petrovice im Gerichtsbezirk Schüttenhofen. Ab 1868 gehörte das Dorf zum Bezirk Schüttenhofen. Der heutige Ortsname Vojetice wurde 1921 eingeführt.
Im Zuge der Gebietsreform von 1960 wurde der Okres Sušice aufgehoben; Vojetice wurde dem Okres Klatovy zugeordnet.

## Ortsgliederung
Vojetice liegt in der Katastralgemeinde Petrovice u Sušice. Zu Vojetice gehört die Einschicht Zbraslav (Braslaw).